# Compsoneura lapidiflora
Compsoneura lapidiflora là một loài thực vật có hoa trong họ Myristicaceae. Loài này được T.S.Jaram. & Balslev mô tả khoa học đầu tiên năm 2001.